# Cabinet Goppel IV
État libre de Bavière
Goppel III Strauß I
Le cabinet Goppel IV  (en allemand : Kabinett Goppel IV) est le gouvernement de l'État libre de Bavière entre le 12 novembre 1974 et le 7 novembre 1978, durant la huitième législature du Landtag.

## Composition

### Initiale (12 novembre 1974)
- Les nouveaux ministres sont indiqués en gras, ceux ayant changé d'attributions en italique.

| Fonction                                                   | Titulaire | Titulaire        | Parti |
| ---------------------------------------------------------- | --------- | ---------------- | ----- |
| Ministre-président                                         |           | Alfons Goppel    | CSU   |
| Vice-ministre-président Ministre des Finances              |           | Ludwig Huber     | CSU   |
| Ministre de l'Intérieur                                    |           | Bruno Merk       | CSU   |
| Ministre de la Justice                                     |           | Karl Hillermeier | CSU   |
| Ministre de l'Économie et des Transports                   |           | Anton Jaumann    | CSU   |
| Ministre de l'Enseignement et de l'Éducation               |           | Hans Maier       | CSU   |
| Ministre de l'Alimentation, de l'Agriculture et des Forêts |           | Hans Eisenmann   | CSU   |
| Ministre du Développement régional et de l'Environnement   |           | Max Streibl      | CSU   |
| Ministre du Travail et de l'Ordre social                   |           | Fritz Pirkl      | CSU   |
| Ministre des Affaires fédérales                            |           | Franz Heubl      | CSU   |

### Remaniement du 26 mai 1977
- Les nouveaux ministres sont indiqués en gras, ceux ayant changé d'attributions en italique.

| Fonction                                                   | Titulaire | Titulaire        | Parti |
| ---------------------------------------------------------- | --------- | ---------------- | ----- |
| Ministre-président                                         |           | Alfons Goppel    | CSU   |
| Vice-ministre-président Ministre de la Justice             |           | Karl Hillermeier | CSU   |
| Ministre de l'Intérieur                                    |           | Alfred Dick      | CSU   |
| Ministre des Finances                                      |           | Max Streibl      | CSU   |
| Ministre de l'Économie et des Transports                   |           | Anton Jaumann    | CSU   |
| Ministre de l'Enseignement et de l'Éducation               |           | Hans Maier       | CSU   |
| Ministre de l'Alimentation, de l'Agriculture et des Forêts |           | Hans Eisenmann   | CSU   |
| Ministre du Développement régional et de l'Environnement   |           | Alfred Dick      | CSU   |
| Ministre du Travail et de l'Ordre social                   |           | Fritz Pirkl      | CSU   |
| Ministre des Affaires fédérales                            |           | Franz Heubl      | CSU   |